# Ordre de l'Aigle blanc (Russie impériale)
Pour les articles homonymes, voir Ordre de l'Aigle blanc (homonymie) et Ordre de l'Aigle.

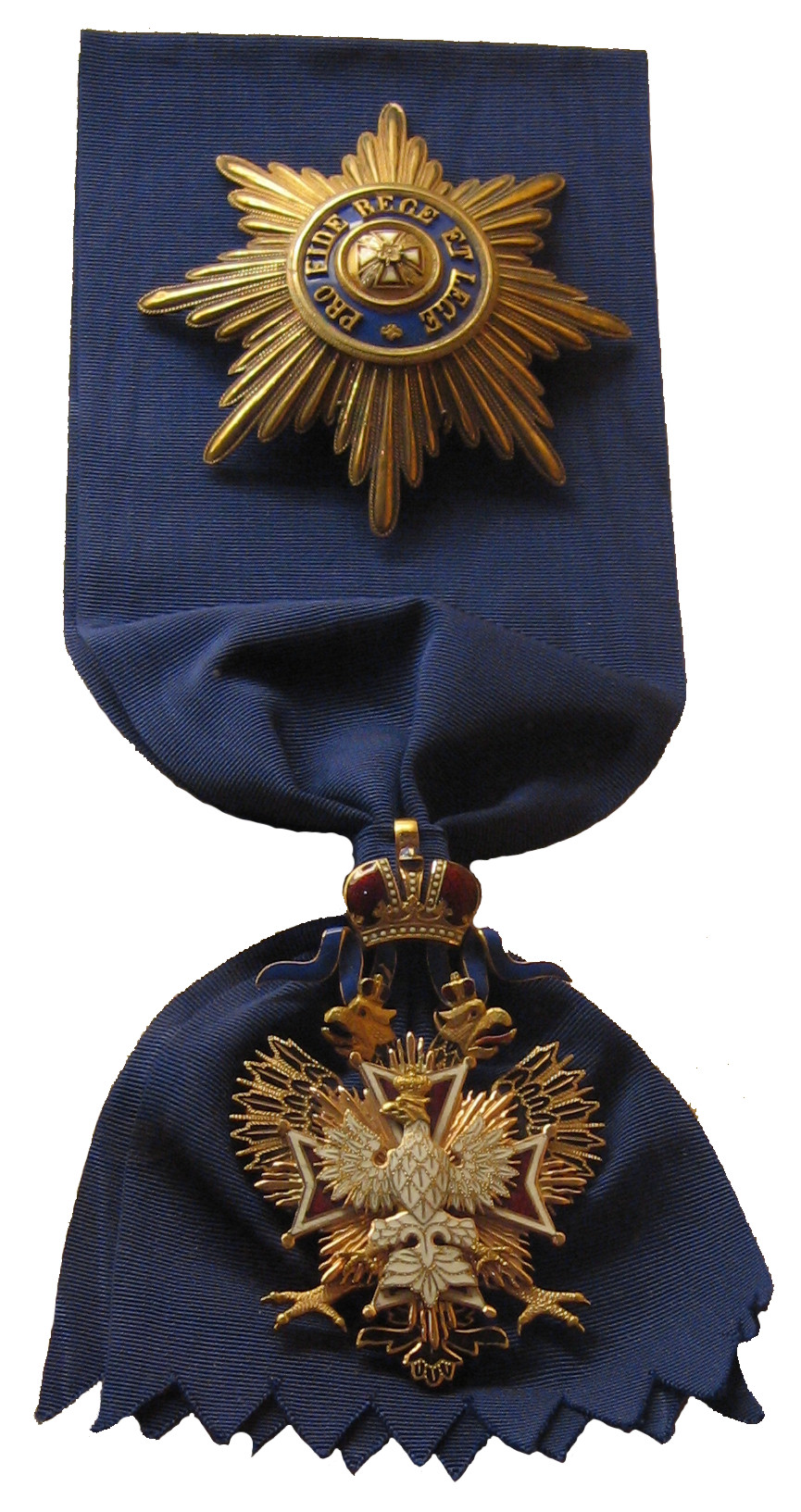
Insignes de l’ordre de l’Aigle blanc (Russie impériale)

L'ordre de l'Aigle blanc (Russie impériale) (en russe : Императорский и Царский орден Белого орла) est un ordre qui est institué après la pacification de l'insurrection de novembre 1830, l’ordre polonais de l’Aigle blanc étant alors incorporé aux ordres russes. Ainsi, sous le règne de Nicolas Ier en 1831, il est créé sous le nom d’ordre impérial et royal de l’Aigle blanc. Il a la particularité d’être réservé aux plus importants personnages de l’État, tant civils que militaires. Il a toujours joui d’un très grand prestige, tant en Russie, qu’à l’étranger. Il prend la quatrième place dans la hiérarchie des huit ordres russes.

## Décorés
- Henri Rieunier, amiral français et ministre de la marine (1893), chevalier - grand-croix de l'Aigle blanc de la Russie impériale conféré par l’empereur et autocrate de toutes les Russies, le tsar Alexandre III, grand ami de la France. Cette somptueuse décoration de l’Aigle blanc de la Russie Impériale en or, émaux et pierres semi-précieuses de l'Oural est l’œuvre de Carl Fabergé (1846-1920)- fournisseur de la famille impériale, qui a réalisé cette œuvre d’art dans son atelier d’orfèvrerie de Saint-Pétersbourg (œufs de Pâques pour la cour impériale), est unique et porte au revers la croix de saint André. Le brevet de l’ordre de l’Aigle blanc délivré à l’amiral Henri Rieunier, ministre de la marine, a été rédigé à Saint-Pétersbourg, le 31 décembre 1893. Il porte la signature du grand maître des cérémonies des ordres impériaux, le prince A. Dolgorouky. L'Ermitage à Saint-Pétersbourg ne possède pas dans ses collections cette somptueuse décoration dont les derniers empereurs se servaient, avec parcimonie, pour leurs relations diplomatiques et militaires au plus haut niveau et dans des circonstances exceptionnelles.
- Armand Besnard, amiral français et ministre de la Marine entre 1895 et 1898. Grand-croix de l'ordre de l'Aigle blanc. L'amiral Besnard, lorsqu'il commande en 1890-1891 la division navale d'Extrême-Orient, reçoit en Cochinchine le tsarévitch, futur tsar Nicolas II, qui effectue un voyage en Extrême-Orient. Pendant les 3 années où il est ministre de la Marine, l'amiral Besnard contribue à ancrer dans la pratique l'alliance franco-russe ratifiée en 1893.
- Antoine Brignole-Sale : (1786 † 1863), aristocrate génois, petit-fils de doge, marquis de Groppoli en Toscane, comte de l'empire, maître des requêtes de l'empereur Napoléon Ier, préfet de Montenotte, geôlier du pape Pie VII à Savone, ministre de la république de Gênes au congrès de Vienne, certainement un des plus grands sinon le plus grand des ambassadeurs du royaume de Sardaigne. Grande figure de la monarchie de Juillet à Paris, intime de Louis-Philippe Ier et de sa famille, Antoine Brignole-Sale fut apprécié des plus grands. L'empereur Nicolas Ier de Russie l'avait surnommé : « le grand ambassadeur du petit roi ». Il est le père de Maria Brignole Sale De Ferrari, duchesse de Galliera[1].
- Théophile de Lantsheere, ministre belge.
- Ioánnis Kapodístrias, ministre des Affaires étrangères de l'Empire russe, gouverneur de la Grèce.
- Paul de Smet de Naeyer, grand-croix de l'ordre de l'Aigle Blanc de Russie, Premier ministre belge.
- Frédéric Fromhold de Martens (1845-1909), diplomate russe, juriste de renommée internationale.

## Liste et place des ordres de l’ancienne Russie impériale
1. Ordre du Grand Prieuré Russe (de Malte), fondé en 1048
2. Ordre impérial de Saint-André, premier des apôtres, fondé en 1698 par le tsar Pierre I
3. Ordre impérial de Saint-Vladimir, prince et égal aux apôtres, fondé en 1782 par l'impératrice Catherine II
4. Ordre impérial de Saint-Alexandre Nevski, Prince orthodoxe, fondé en 1722 par l’empereur Pierre Ier
5. Ordre impérial et royal de l’Aigle blanc, fondé en 1325 par le roi Ladislas Ier de Pologne
6. Ordre impérial de Sainte-Anne, fondé en 1735 par le duc Charles-Frédéric de Holstein-Gottorp
7. Ordre de Saint-Stanislas impérial et royal, fondé en 1765 par le roi Stanislas II de Pologne
8. Ordre impérial et militaire de Saint-Georges, martyr et victorieux, fondé en 1769 par l'impératrice Catherine II
9. Ordre impérial de Sainte-Catherine, la Grande Martyre – Ordre de la Libération (délivrance) (Femmes), fondé en 1714 par le tsar Pierre Ier